# Wilhelm Kirschey
Wilhelm „Willi“ Kirschey (* 27. März 1906 in Elberfeld; † 13. Mai 2006 in Berlin) war ein deutscher KPD-Funktionär, Widerstandskämpfer gegen den Nationalsozialismus, Verlagsleiter und DDR-Diplomat.

## Leben
Sein Vater war Wilhelm Kirschey, ein Maurer, seine Mutter war Auguste geborene Berghöfer. Die Eltern hatten noch eine ältere Tochter und vier jüngere Söhne. Vater Wilhelm war Mitbegründer der Baugewerkschaft und Mitglied der SPD. Der Vater war Kriegsgegner, wurde 1915 als Heeressoldat eingezogen und in Verdun schwer verwundet. 1917 verstarb er an den Folgen. Mutter Auguste trat 1917 der USPD bei, später dem Internationalen Bund der Opfer des Krieges und der Arbeit. Sie reiste für den Bund durch Deutschland, um Menschen für seine Ziele zu gewinnen. Im März 1920 erlebte der junge Willi die Kämpfe der Roten Ruhr-Armee gegen die Kapp-Putschisten. Im Gewerkschaftshaus half er der Mutter, Essen für die Kämpfer zu kochen. Kurz darauf beeindruckten ihn die Hausdurchsuchungen der Polizei auch in ihrer Wohnung.
Willi trat nach Abschluss der Volksschule der Sozialistischen Proletarierjugend bei, die sich kurz danach der Kommunistischen Jugend Deutschlands anschloss. Mutter Auguste wurde als Abgeordnete der KPD ins Stadtparlament gewählt. Die Stadtverwaltung verwehrte ihm aus diesem Grunde die dort eigentlich geplante Ausbildung zum Buchhalter. In einer stattdessen angetretenen Lehrstelle eines Garngroßhandels wurde er lediglich als Botengänger ausgenutzt. In bezahlten Unterrichtsstunden ließen er und sein Freund sich von einem Privatlehrer zum Buchhalter ausbilden.
In der Inflationszeit verteilte er vor einem Betrieb KPD-Flugblätter, die zum Streik für höheren Lohn aufriefen. Nach seiner stundenlangen Verhaftung wurde er zu einer Geldstrafe verurteilt. 1923 trat er der KPD bei. Beim Remscheider KPD-Verlag der „Bergischen Tageszeitung“ erhielt er seine erste kaufmännische Anstellung. Bei der Elberfelder „Roten Tribüne“ wurde er erstmals als Buchhalter angestellt. Nach dem Verbot der KPD kamen er und zwölf seiner Genossen ins Gefängnis, weil sie die illegal gedruckten Schriften weiterhin verteilt hatten. Von 1924 bis 1926 wurde Kirschey Unterbezirksleiter des KJVD. 1927 ging er als Buchhalter an die Druckerei der KPD-Zeitung „Freiheit“ des Bezirks Niederrhein nach Düsseldorf.
Wegen seiner erfolgreichen buchhalterischen Tätigkeit wurde er von der Papier-Erzeugungs- und Verwertungs AG (PEUVAG) in Berlin als Hauptbuchhalter und Revisor in die Hauptstadt geholt. Er fand durch Glücksumstände ein nobles Quartier im Stadtteil Schöneberg. Seine Hauptaufgabe bestand in der Sicherung des Parteivermögens, auch mit Hilfe von als Privatfirmen getarnten Parteiunternehmen. Ein Schritt zur Eigentumssicherung der KPD war die Gründung einer Gesellschaft „Diligentia“ in der Schweiz. Der in Basel ansässigen Firma wurden die deutschen Druckereieinrichtungen verkauft. An die Stelle der 1932 aufgelösten PEUVAG trat die Treuhand- und Revisionsgesellschaft „Profunda“. Im März 1933 beschlagnahmte jedoch die Naziregierung sämtliche Parteidruckereien, und Kirschey musste die Liquidation der „Profunda“ veranlassen. Dadurch war keine weitere Geschäftstätigkeit mehr möglich.
1933 emigrierte er mit verborgenem Parteimaterial aus Essen nach Basel in die Schweiz und wurde Mitarbeiter der Komintern für die Verwaltung der Druckereien und Verlage der Kommunistischen Parteien in Westeuropa. Der dortige Leiter Hugo Eberlein übertrug ihm dazu Reisen in mehrere Städte Westeuropas. Im Januar 1934 wurde er mit der Geschäftsleitung der »Arbeiterzeitung« in Saarbrücken beauftragt, weil die bisherigen Verantwortlichen wegen der unsicheren Lage angesichts der bevorstehenden Volksabstimmung ihre Positionen aufgegeben hatten.
In Saarbrücken fand er auch in Karoline (1909 – 1996), die als Dienstmädchen bei seinem Quartiergeber beschäftigt war, die Frau seines Lebens.
Sein Auftrag war jetzt, Druckereimaschinenteile nach Frankreich zu bringen. Die schwangere Karoline brachte in Wuppertal bei ihrer Schwester den gemeinsamen Sohn Walter zur Welt. 1935 flüchtete Kirschey nach Frankreich. In Forbach wurde er Mitarbeiter in der Emigrationsleitung der Partei, die Emigranten für ihre Einreise in die Sowjetunion betreute. Als er von der Emigrationsleitung entbunden worden war, wurde er Mitarbeiter der Auslandsvertretung des Zentralkomitees der KPD in Paris. Er hatte Postadressen und Anlaufstellen für den parteilichen Briefverkehr zu organisieren und hatte Unterkünfte für Kuriere zu beschaffen.
Ende 1939 erfolgte seine Internierung im Lager Vierzon, weil die Partei die Weisung ergehen ließ, alle Emigranten sollten sich an der dafür vorgesehenen Meldestelle einfinden. Dort musste er mit vielen anderen ein schreckliches Lagerleben erleiden unter menschenunwürdigen Bedingungen. Die Internierten wurden zu Arbeit in einer Holzsägerei eingesetzt. Danach folgten weitere Verlegungen nach Orléans, Montauban und Agen. Danach begab er sich nach dem südfranzösischen Auch, wo er als sogenannter „Prestataire“ anerkannt wurde und sich dadurch demobilisieren lassen konnte. In den weiteren Wochen und Monaten wurde er Waldarbeiter, Holzfäller und Straßenbauer. Nach einer schweren Nierenerkrankung, die ausgeheilt werden konnte, fand er in einer Kartonagenfabrik Arbeit als Buchhalter. Danach stand er bis 1944 unter Polizeiaufsicht, wurde dann festgenommen und an die Gestapo übergeben, die ihn in das Militärgefängnis von Toulouse einlieferte. Am 30. Juli 1944 wurde er in das KZ Buchenwald verschleppt. Am 5. August wurden die Häftlinge an der Bahnhofsrampe von Buchenwald ausgeladen. Er bekam die Häftlingsnummer 69545. Kirschey kam in das Arbeitskommando Arbeitsstatistik, wo er den Nachweis über 25.000 Häftlingsfrauen zu führen hatte.
Die Befreiung der Häftlinge durch die 3. US-Armee am 11. April 1945 erlebte er von seinem Block aus. Die von ihm zusammengestellten Nachrichten und Informationen beim Abhören alliierter Rundfunksender konnte die nunmehr legale Lagerleitung der Häftlinge in einer ersten Lagerzeitung verarbeiten, die am 12. April verteilt wurde. Gemeinsam mit den anderen 21.000 befreiten Häftlingen beteiligte er sich an der Totenfeier vom 19. April und sprach den Schwur von Buchenwald der Versammelten mit.
Am 23. Mai 1945 verließ er mit 20 anderen ehemaligen Häftlingen das Lager in einem Omnibus, der sie bis nach Hessen brachte. In Fritzlar erreichten sie, dass ein GI sie bis nach Düsseldorf weiterfuhr. Bald war er in Elberfeld bei seiner Familie. Im Februar 1946 übernahm er die Geschäftsleitung des kommunistischen Freien Verlages in Düsseldorf. Ende 1946 übersiedelte er in die Sowjetische Besatzungszone und wurde Mitglied der SED. Zunächst wurde er kaufmännischer Leiter des Sachsenverlags in Plauen, später Leiter der Revisionsabteilung im SED-Parteivorstand. Von 1950 bis 1959 agierte er als Abteilungsleiter in der „Zentrag“. Von 1959 bis 1963 war Kirschey Generalkonsul der DDR-Handelsvertretung in Guinea und anschließend Leiter der Kaderabteilung im Ministerium für Auswärtige Angelegenheiten. 1976 erhielt er den Stern der Völkerfreundschaft in Gold.
Kirschey hat in der Gräberanlage für Opfer des Faschismus und Verfolgte des Naziregimes auf dem Zentralfriedhof Friedrichsfelde eine gemeinsame Grabstelle mit seiner Frau.